# Solène
Cette page présente le prénom Solène ainsi que ses variantes.
Solène est un prénom féminin et masculin français peu courant. De nos jours, il est essentiellement donné aux filles.

## Étymologie
Solène vient du latin « sollemnis » qui signifie « solennel ». 

## Variantes et prénom apparenté
On trouve les variantes Solaine, Solenn, Solen, Solenna, Solenne et Soline.
Le prénom Solange a la même étymologie.

## Personnalités portant ce prénom
- Saint Solène (aussi écrit Solenne et Solen[2]), élu évêque de Chartres en 483. Il créa l'évêché de Châteaudun, par démembrement de l'évêché de Chartres, et y installa son frère saint Aventin comme premier évêque[3]. Il contribua, avec saint Vast, évêque d'Arras et saint Remi, évêque de Reims, à la conversion de Clovis[4]. Il aurait assisté saint Remi au baptême de Clovis en 499 [5], et devint son catéchiste. Il meurt à Maillé (aujourd'hui Luynes, département d'Indre-et-Loire), le 24 septembre 507. Acta Sanctorum, septembre, t. VII, 57. Fête : 25 septembre[6].

- Solène, chrétienne d’Aquitaine au IIIe siècle, elle fut martyrisée à Chartres.

Solène
- Pour l'ensemble des articles sur les personnes portant ce prénom, consulter :
  - la liste des articles dont le titre commence par ce prénom
  - les listes produites par Wikidata : Liste des personnes de prénom « Solène » — même liste en incluant les éventuels prénoms composés qui contiennent « Solène ».

Solenn
- Pour l'ensemble des articles sur les personnes portant ce prénom, consulter :
  - la liste des articles dont le titre commence par ce prénom
  - les listes produites par Wikidata : Liste des personnes de prénom « Solenn » — même liste en incluant les éventuels prénoms composés qui contiennent « Solenn ».